# Vendetta (téléfilm, 1999)
Pour plus de détails, voir Fiche technique et Distribution.
Vendetta est un téléfilm américain réalisé par Nicholas Meyer, diffusé en 1999.

## Synopsis
La Nouvelle-Orléans, 1891. Dix-huit dockers italo-américains originaires de Sicile sont faussement accusés du meurtre du chef de la police Hennessy. Ils sont acquittés mais, peu après le procès, onze d'entre eux sont pendus au cours de l'un des plus importants lynchages de masse de l'histoire des États-Unis.

## Fiche technique
- Réalisation : Nicholas Meyer
- Scénario : Timothy Prager, d'après le livre de Richard Gambino
- Photographie : David Franco
- Montage : Ronald Roose
- Musique : John Altman
- Société de production : Home Box Office
- Pays d'origine :  États-Unis
- Langue originale : anglais, italien
- Format : couleur - 1,33:1 - son stéréophonique
- Genre : drame
- Durée : 117 minutes
- Dates de diffusion : 
  -  États-Unis : 3 juillet 1999 sur HBO

## Distribution
- Christopher Walken : James Houston
- Luke Askew : William Parkerson
- Clancy Brown : David Hennessy
- Alessandro Colla : Gaspare Marchesi
- Andrew Connolly (en) : le shérif Bill Villere
- Bruce Davison : Thomas Semmes
- Joaquim de Almeida : Joseph Macheca
- Andrea Di Stefano : Vincent Provenzano
- Edward Herrmann : D.A. Luzenberg
- Richard Libertini : Giovanni Provenzano
- George Martin : le juge Baker
- Pierrino Mascarino : Antonio Marchesi
- Daragh O'Malley : Dominic O'Malley
- Kenneth Welsh : le maire Joe Shakspeare
- Gerry Mendicino : Charles Mantranga
- Stuart Stone : Tony Provenzano
- Wayne Robson : Frank Peeter